# Kærlighed Ca. 1995
Kærlighed Ca. 1995 er en dansk eksperimentalfilm fra 1995 med instruktion og manuskript af Benn Q. Holm.

## Handling
Hvad har hun lavet, mens han var på landet? Nu er han tilbage i byen og mens hun klæder sig på, klæder han sig af, ord for ord, i en indædt monolog.